# Kisfaludy Atala

A Kisfaludy család címere

Kisfaludi Kisfaludy Atala (Kötcse, 1836. április 6. – Kaposvár, 1911. február 18.) költőnő, a Petőfi Társaság első női tagja. Férjével, Szalay Károly ügyvéddel együtt sokat tett a Berzsenyi Társaság fellendítéséért, Kaposvár és Somogy vármegye kulturális és művészeti életének felvirágoztatásáért.

## Életrajz
A nemesi származású kisfaludi Kisfaludy család sarja. Kisfaludi Kisfaludy Mihály (1796-1873) kapitány, Vas vármegyei földbirtokos és nemes Hanovszky Amália leánya. Ugyanahhoz az ősrégi családhoz tartozott, mint Kisfaludy Károly és Sándor, valamint vér szerinti rokona volt fajszi Ányos Pálnak. Az előkelő műveltségű család és a Balaton-vidék természeti szépségeinek hatása alatt fejlődött Kisfaludy szellemi élete; tanulmányai közt a költészetet rendkívül szerette. 1852-ben férjhez ment Szalay Károly ügyvédhez, akivel Kaposvárott lakott; három leányát maga nevelte.
1878-ban a Petőfi Társaság tagjai közé választotta.
Verselni betegsége után kezdett, mikor éjjel-nappal Ariostót olvasta s ezen olvasmány hatása alatt írta első versét, mely a Hölgyfutárban (1858) jelent meg. Ezután egymást érték ezen lapban versei 1862-ig Atala névvel (csak 1876-ban kezdte családi nevét dolgozatai alá jegyezni). Költeményeket írt még a Divatcsarnokba (1860), a Családi Körbe (1861-1862), az Alföldiek Segély-Albumába (1864), a Fővárosi Lapokba (1868., 1870-1877. költ. elb. rajzok), a Petőfi Társaság Lapjába (1878. elb.), a Vasárnapi Ujságba (1879), a Képes Családi Lapokba (1879., 1885), és a Koszorúba (1879., 1881. rajzok).
Szerepelnek költeményei a Zilahy Károly által szerkesztett Hölgyek lantja című gyűjteményben is (Pest, 1865).
1861. november 6-án mint laptulajdonos, Szabó Richarddal együtt indította meg a Gyermekbarát című ifjúsági lapot, melyben kedélyes gyermekverseket közölt; a lap azonban már 1863. július 25-én megszűnt.

## Művei
- Atala költeményei (Pest, 1861.)
- Rajzok. (Budapest, 1879.) Online
- Kisfaludy Atala összes költeményei (Kaposvár, 1880.) Online